# 金承洙 (1965年)
金承洙（：／ Kim Seung-soo，1965年7月5日—），大韓民國保守派政治人物，現任國會議員。